# Monte Yamato Katsuragi
Il monte Yamato Katsuragi (大和葛城山?, Yamato Katsuragi-san) o semplicemente monte Katsuragi, è una montagna nella catena del Kongō, a cavallo della linea di confine tra Chihayaakasaka e Gose in Giappone, con un'altezza di 959,2 m. Sul suo territorio transita la linea ferroviaria Kintetsu Gose.
Alla base della montagna si trovano diversi santuari shinto e templi buddhisti. La montagna è accessibile attraverso la funivia Kintetsu Katsuragi sul versante orientale, così come lungo diversi sentieri su tutti i versanti. Sulla sommità si trova il rifugio Katsuragi Kogen (葛城高原ロッジ?, Katsuragi Kōgen Rojji) e un campeggio, entrambi gestiti dalle autorità locali.
Tra gli altri nomi con cui è conosciuto il monte vi sono monte Kaina, monte Kamo, monte Tenshin e picco Shinoga.

## Posizione
Il monte appartiene alla catena montuosa del Kongō e si trova all'interno del Parco seminazionale di Kongō-Ikoma-Kisen, a circa 8,6 km a nord si trova il monte Nijō, mentre il monte Kongō si trova a circa 5,6 km a sud-sud-ovest. I suoi versanti sorgono dolcemente dalla pianura.
Il monte è stato generato dall'orogenesi ed è composto di granito scistoso ricoperto da un sottile strato di sabbia e suolo alluvionale.

## Nomi
La catena del Kongō è stata in precedenza chiamata catena Katsuragi (葛城山脈?, Katsuragi Sanmyaku) prima di assumere il nome corrente. Lo Yamato Katsuragi è stato chiamato storicamente in diversi modi: nell'epoca dell'antica Provincia di Yamato è stato chiamato monte Kaina (戒那山?, Kaina-san), monte Tenshin (天神山?, Tenshin-san) e monte Kamo (鴨山?, Kamoyama). Nell'antica Provincia di Kawachi era chiamato picco Shinoga (篠峰?, Shinogamine).

## Accesso e attrazioni
Sul lato orientale della montagna si trova la funivia Kintetsu Katsuragi che trasporta i visitatori dalla stazione di Tozanguchi (登山口駅?, Tozanguchi Eki) alla base della montagna fino alla stazione Katsuragi Sanjō (葛城山上駅?, Katsuragi Sanjō Eki) vicino alla cima. La funivia è gestita dalle Ferrovie Kintetsu. L'ascesa dura circa cinque minuti ed è lunga 1,4 km.
Il monte è attraversato da diversi sentieri. Il sentiero della cascata Kujira (櫛羅の滝コース?, Kujira no Taki Kōsu) serpeggia sotto alla funivia e richiede circa 70-80 minuti per completare la salita. Il sentiero Kitaone (北尾根コース?, Kitaone Kōsu) segue un percorso verso nordovest prima di curvare infine verso sudovest e richiede circa due ore per salire in cima alla montagna attraversando campi di rododendri (コバノミツバツツジ?, kobano mitsuba tsutsuji) e boschi di faggi vicino al termine del sentiero.
Il sentiero che partendo dal parco Yashiki-yama (屋敷山公園?, Kōen) nella vicina Katsuragi prosegue per circa 3 km verso occidente prima di incontrarsi con il sentiero principale per svoltare quindi verso sud per circa 4 km. Il percorso richiede circa 3 ore e mezza.
Sul versante di Osaka ci sono quattro sentieri diversi. Il primo inizia alla fermata del bus Kano vicino alla scuola elementare Shiraki a Kanan e può essere percorso in circa 4 ore. Il secondo inizia vicino alla fermata del bus Kauchi vicino alle scuole elementari Kauchi e richiede circa tre ore. I due rimanenti percorsi di circa pari lunghezza iniziano entrambi da sud vicino all'ingresso del tunnel Mizukoshi (sulla strada nazionale 309) e proseguono uno verso est e l'altro verso ovest. Quello che dirige a est passa per il Tsutsujien, un parco (caratterizzato da rododendri) appena a sud del rifugio.

## Ambiente
La città di Katsuragi gestisce due parchi cittadini vicino alla base della montagna, il parco Katsuragi Sanroku (葛城山麓公園?, Katsuragi Sanroku Kōen) a nordest della base e il parco Yashikiyama 1,2 km ancora più a nordest. Da entrambi i parchi si gode una buona vista della montagna e degli altri monti circostanti.
Vicino al monte ci sono numerosi santuari shintoisti e templi buddisti:
- Anrakuji (安楽寺?)
- Hōmanji (法満寺?)
- Santuario Kamoyamaguchi (鴨山口神社?, Kamoyamaguchi Jinja)
- Santuario Katsuragi Hitokotonushi (葛城一言主神社?, Katsuragi Hitokotonushi Jinja)
- Santuario Mizuwake (水分神社?, Mizuwake Jinja)
- Monte Kaina Kuhonji (戒那山九品寺?, Kaina-san Kuhonji)
- Shin'iji (信行寺?)
- Shōfukuji (勝福寺?)

## Galleria d'immagini

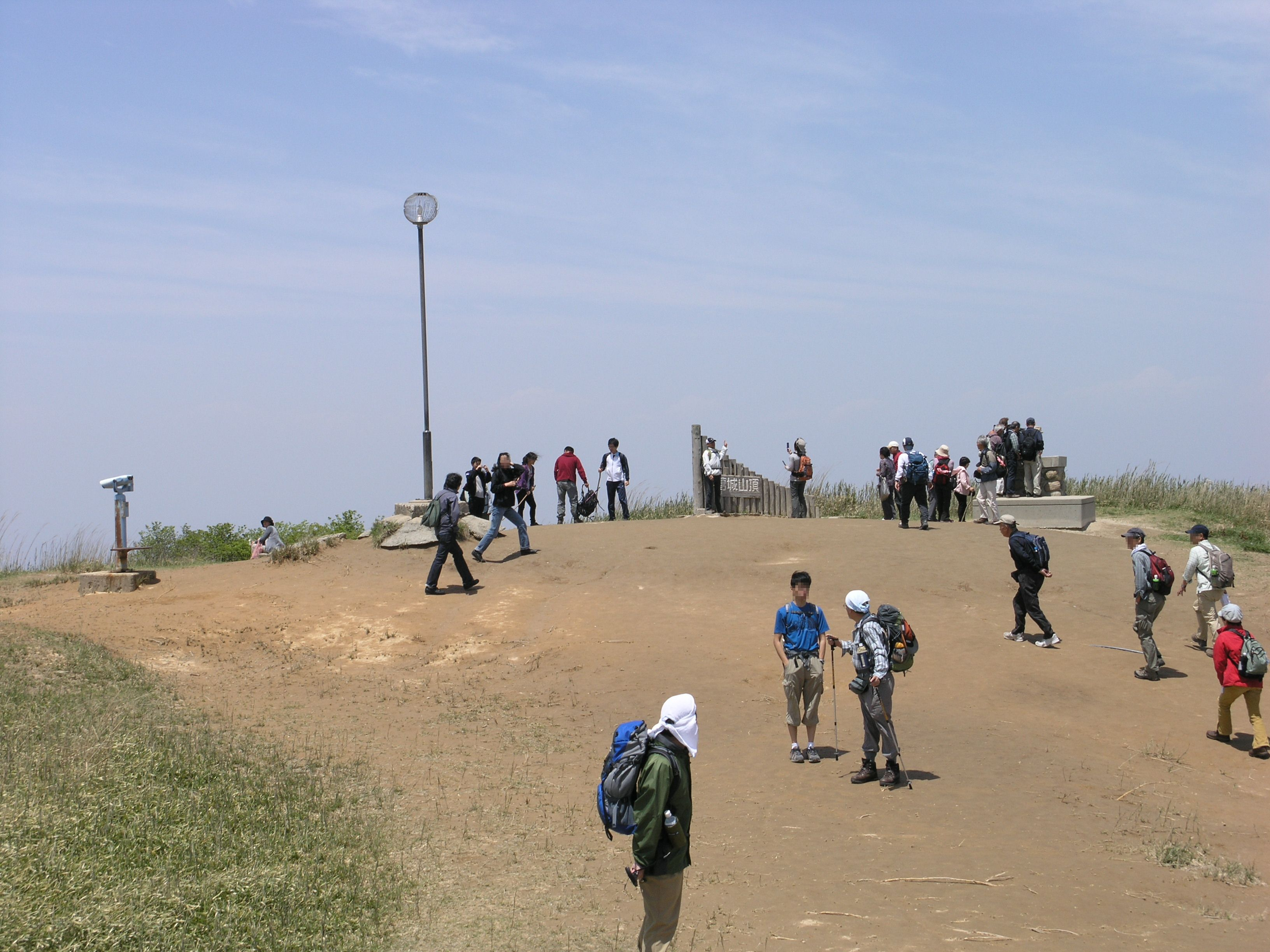
La vetta
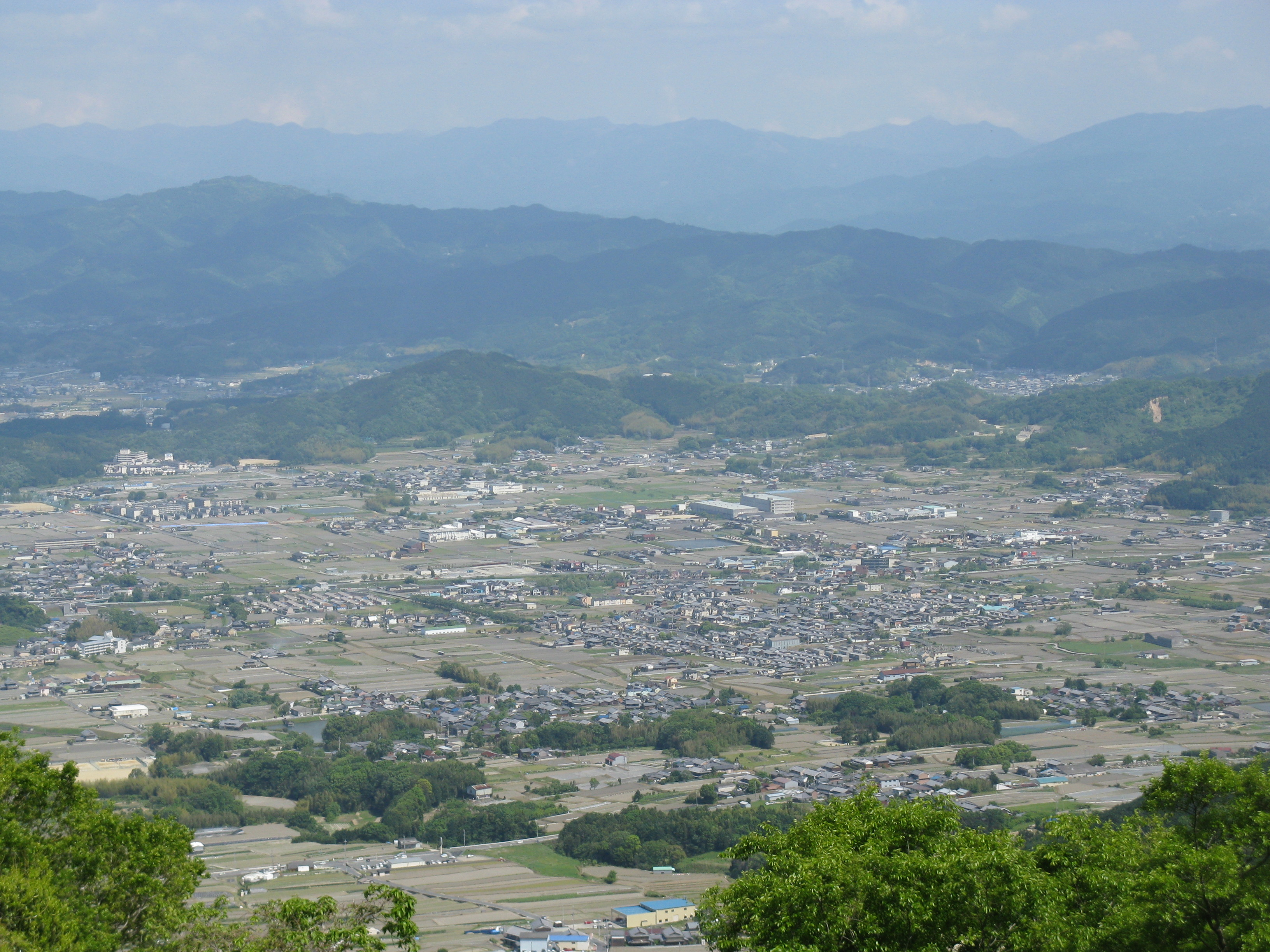
Vista da metà strada lungo il sentiero Kitaone
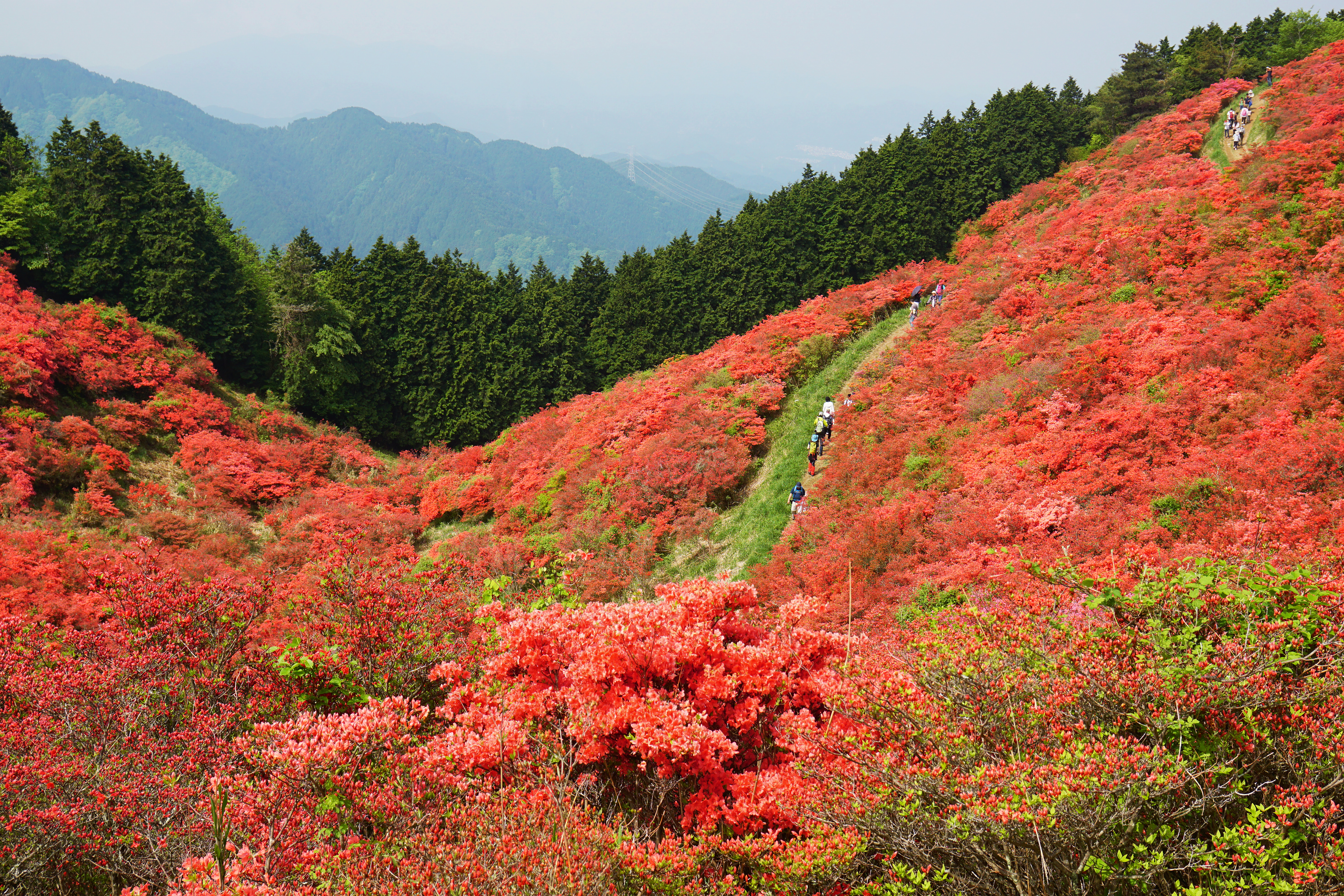
Tsutsujien, appena a sud del rifugio
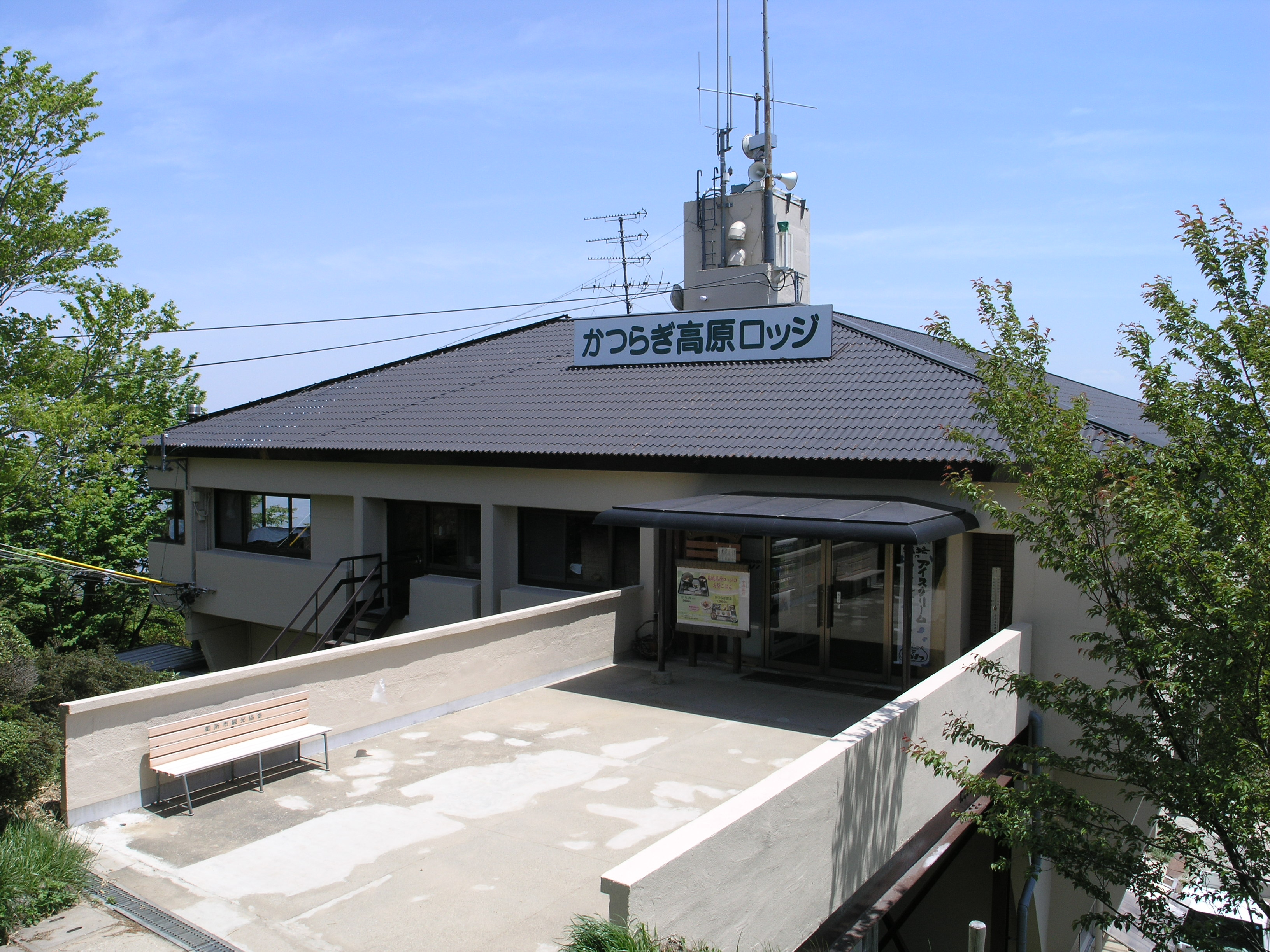
Il rifugio Katsuragi Kogen
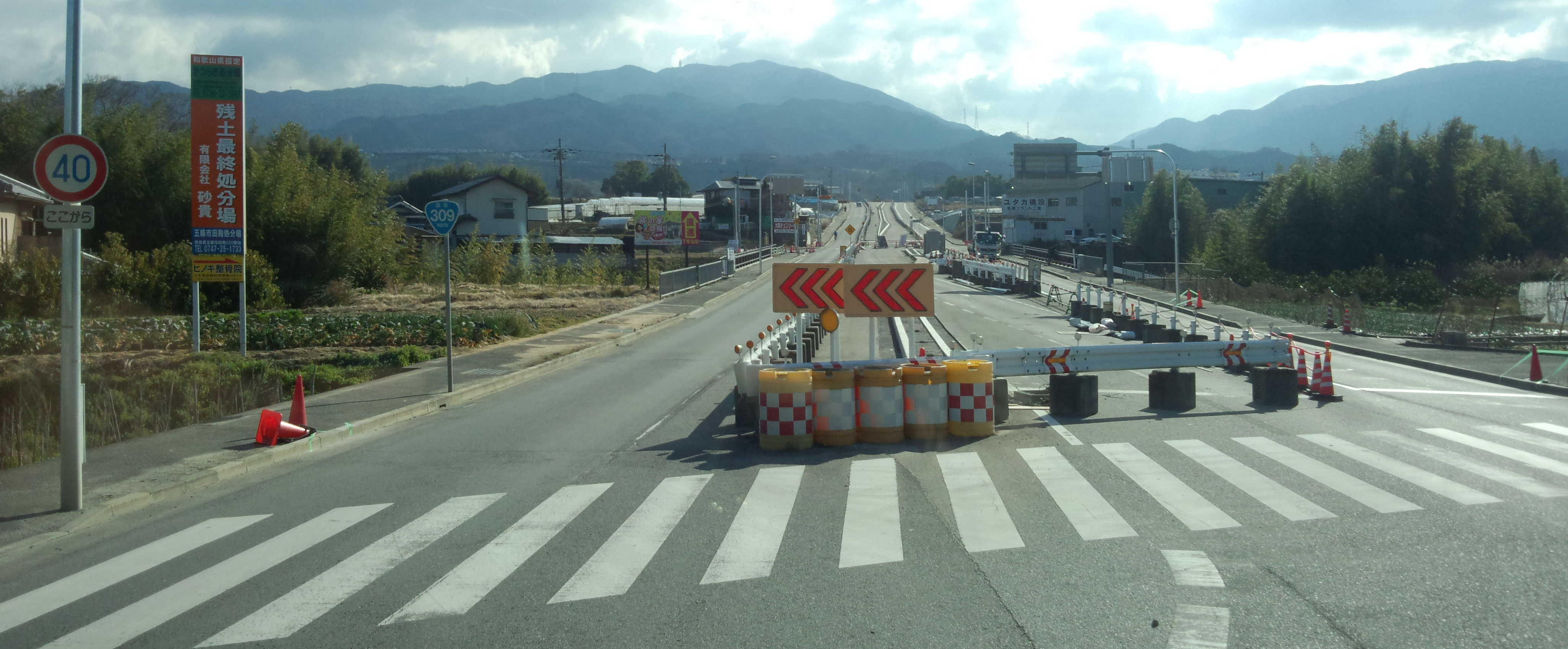
Lo Yamato Katsuragi viso dalla prefettura di Osaka
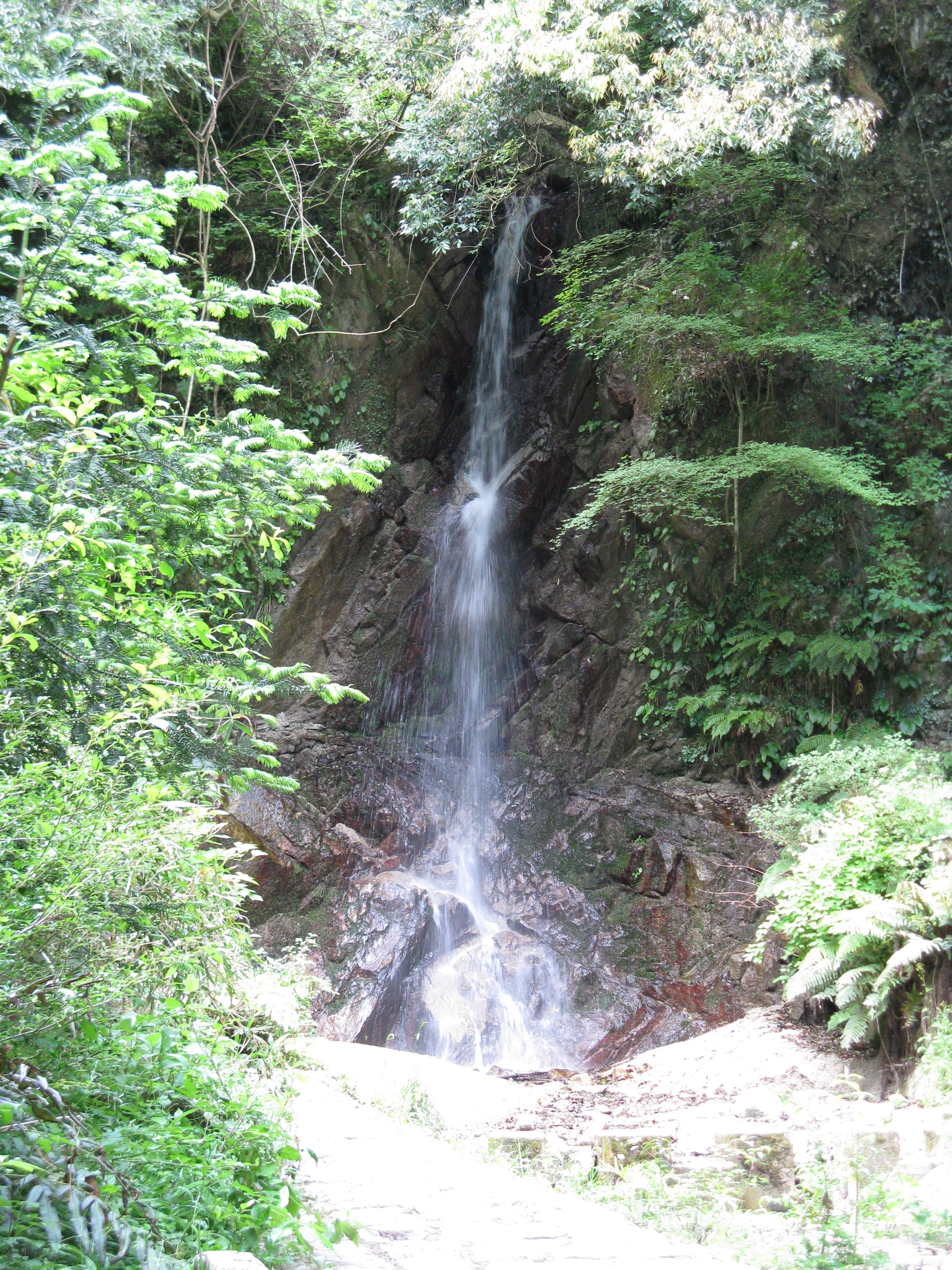
Cascata Kujira Waterfall, situata vicino alla stazione di Tozanguchi
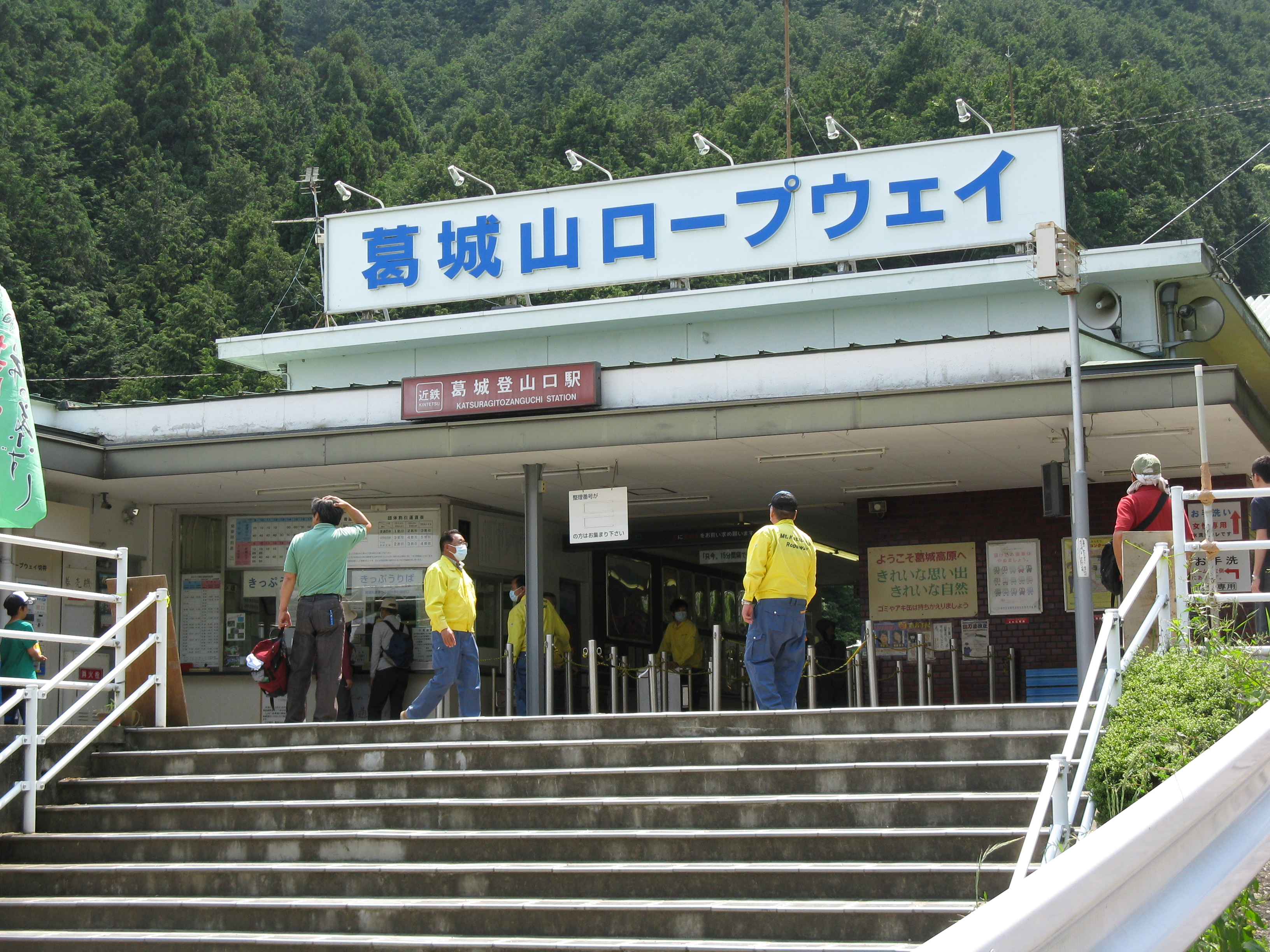
Stazione di Tozanguchi alla base della funivia